# Romildo Risso
Romildo Risso Sánchez (Montevideo, 20 de octubre de 1882 - Montevideo, 29 de marzo de 1946) fue un narrador y poeta gauchesco uruguayo. Parte de sus textos son conocidos por haber sido interpretados por artistas como Atahualpa Yupanqui, Santiago Chalar y Alfredo Zitarrosa.

## Biografía

### Primeros años
Nacido en una familia de clase media montevideana, integrada por su madre, Amelia Sánchez, su padre que se desempeñaba como oficial de Marina, Luis Risso y sus hermanos Amanda, Irene, Luis y Juan Carlos. Siendo adolescente tuvo una trayectoria liceal irregular, en la cual solo estuvo reglamentado en el primer año y continuó el resto en forma libre.
Comenzó a escribir en su juventud a la vez que integró el Club Taurino de Montevideo que tenía su sede en la Plaza de toros del barrio la Unión. A los 17 años, en 1899 comenzó a trabajar en el estado como Supernumerario de la Contaduría General de la Nación, y posteriormente como subjefe del batallón nº10 en la Guardia Nacional.

### Vida en Argentina
En 1910 se trasladó a Argentina y se radicó en la ciudad de Rosario, donde ejerció distintos oficios entre los que se cuentan la de vendedor de lubricantes y el trabajo en la empresa "Yerbatera Argentina S.A.", donde llegó a desempeñarse como gerente. Es debido a este trabajo que Risso debió viajar por varias provincias argentinas como Tucumán, Salta, Misiones, Entre Ríos y Corrientes, así como también parte del territorio paraguayo.
En ese mismo período es nombrado Vicepresidente de la Comunidad Argentina de Escritores.
En 1922 se instala con comercio de maderas en Buenos Aires.
En 1938 vuelve a Uruguay, donde en 1942 asume el cargo de sub administrador general de la Oficina Nacional de Turismo. En 1943 es nombrado cónsul de Distrito de primera clase adscrito al Ministerio de Relaciones Exteriores.

## Obra
- Ñandubay (poemas. 1931)
- Aromo (poemas. Imprenta Mercatali. 1934)
- Huaco (poemas. 1936)
- Hombres (poemas, conferencias y ensayos. Comisión de cultura tradicionalista del Río de la Plata. 1937)
- Fernando Máximo (1939)
- Vida juerte (1944)
- Joven amigo (1944)
- Luz y distancias (Comisión de cultura tradicionalista del Río de la Plata. Buenos Aires - Montevideo. 1946)
- Tierra viva (poemas. Comisión de cultura tradicionalista del Río de la Plata. 1948)
- Humo de patria (poemas. 1949)
- Con las riendas sueltas (poemas. 1955)
- Raimundo (Ediciones del Río de la Plata. 1964)
- Leña caída
- Selección de poesías (Ministerio de Instrucción Pública y Previsión Social. 1965)